# Газета (фільм)
«Газета» (англ. The Paper) — американський кінофільм 1994 року. Фільм описує 24 години з життя редактора нью-йоркської газети.

## Сюжет
Редактор вигаданої нью-йоркської газети «Нью-Йорк Сан» Генрі Хекет і вдень і вночі живе тільки своєю роботою. Його дружині Марті вже давно набридло, що увага чоловіка повністю прив'язана до газети, а про сім'ю він майже не згадує. Крім того, вона ревнує Генрі до головної редакторки видання Алісії Кларк. Марта готова до відчайдушних вчинків.
Тим часом до рук Алісії Кларк потрапляє сенсаційний матеріал для першої смуги. Перш ніж стаття, яка звинувачує у злочині двох невинних молодих людей, з'явиться в номері, Хекет повинен все перевірити, і в його розпорядженні всього кілька годин. Фінансове становище газети незавидне, і гаряча стаття дуже б поправила її статус. До всіх напастей додається те, що одного з репортерів газети починає переслідувати чиновник міської адміністрації, про якого опублікували викривальну статтю. Хекет намагається втихомирити баламута і потрапляє в перестрілку…

## В ролях
| Актор              | Роль            |
| ------------------ | --------------- |
| Майкл Кітон        | Генрі Хекет     |
| Роберт Дюваль      | Берні Вайт      |
| Гленн Клоуз        | Алісія Кларк    |
| Маріса Томей       | Марта Хекет     |
| Ренді Куейд        | Майкл Макдугал  |
| Джейсон Робардс    | Грем Кейлі      |
| Джейсон Александер | Маріон Сандускі |
| Сполдінг Грей      | Пол Бладден     |
| Кетрін О'Гара      | Сюзан           |
| Лінн Тігпен        | Жанет           |
| Клінт Говард       | Рей Блейш       |
| Джил Геннессі      | Діан Вайт       |

## Критика
Сергій Кудрявцев у своїй книзі «3500 кінорецензій» пише про фільм:

|  | Ось і сама стрічка „Газета“ здається дуже традиційною, часом позбавленою навіть тієї корисної сенсаційності, притаманної таким відомим кінотворам, як „Вся президентська рать“ і „Телемережа“. Але очевидно, публіка в США ще не втратила інтересу до деталізованих історій існування замкнутих людських спільнот у редакціях, лікарнях, аеропортах, готелях, станціях техобслуговування тощо. (цей побутоописовий жанр став популярним значною мірою завдяки Артуру Гейлі). І трохи нуднувата картина Гаварда, який частково зрадив жанровому — комедійному або пригодницькому — кіно, мала певний успіх у прокаті США, до чого, ймовірно, виявилося причетним і сузір'я зайнятих акторів.Оригінальний текст (рос.) Вот и сама лента „Газета“ кажется очень традиционной, порой лишённой даже той полезной сенсационности, которая присуща таким известным кинопроизведениям, как „Вся президентская рать“ и „Телесеть“. Но по всей видимости, публика в США ещё не потеряла интерес к детализированным историям существования замкнутых человеческих сообществ в редакциях, больницах, аэропортах, отелях, станциях техобслуживания и т. п. (этот бытописательский жанр стал популярен в немалой степени благодаря Артуру Хейли). И несколько скучноватая картина Хауарда, отчасти изменившего жанровому — комедийному или приключенческому — кино, имела определённый успех в прокате США, к чему, вероятно, оказалось причастным и созвездие занятых актёров. |